# Inocybe
Inocybe (Fr.) Fr., Monographia Hymenomycetum Sueciae 2: 346 (1863) è un genere di funghi appartenenti alla famiglia Inocybaceae. È un genere molto omogeneo, quindi è difficile distinguere le specie senza l'ausilio del microscopio. Sono funghi terricoli, generalmente di piccola taglia.

## Commestibilità
Tutte le specie sono da considerare non commestibili (sospette, di commestibilità ignota, velenose oppure mortali).

## Descrizione
Cappelloumbonato, fibrilloso, con velo generale non distinto dalla cuticola su cui si forma una fugace cortina marginale.
Lamelleocracee
Sporelisce ed angolose
Cistiditronchi e coperti da cristalli di ossalato di calcio.
Odoremolto vario, a volte spermatico, altre volte fruttato (es.: pere), oppure di mandorla, di terra, di pesce etc.

## Specie diInocybe
La specie tipo è Inocybe relicina (Fr.) Quél. (1888), altre specie appartenenti al genere sono:
| - Inocybe abietis Kühn. = glabrescens - Inocybe acuta Boud. - Inocybe acutissima von Post. in herb. - Inocybe adaequata (Britz.) Sacc. - Inocybe aeruginascens Babos 1970 - Inocybe agardhii (Lund) Orton - Inocybe albipes Gill. - Inocybe alborosescens Romell in herb. - Inocybe albovelutipes Stangl. - Inocybe alutaceus von Post in herb. - Inocybe apiculata von Post in herb. - Inocybe apricorius von Post in herb. - Inocybe aratostriata von Post in herb. - Inocybe arenicola (R. Heim) Bon - Inocybe asterospora Quél. - Inocybe atripes Atk. - Inocybe aurea Huijsm. - Inocybe auricoma (Batsch) Lange - Inocybe boltonii Heim - Inocybe bongardii - Inocybe boreolilacina - Inocybe borgsjoensis - Inocybe bresadolae - Inocybe brevipes Contu - Inocybe brunneoatra - Inocybe caesariata (Fr.) Karst. - Inocybe calamistrata (Fr.) Gill. - Inocybe calida Velen. - Inocybe calospora - Inocybe campanulata von Post in herb. - Inocybe candidatus von Post in herb. - Inocybe canosericea von Post in herb. - Inocybe capucina (Fr.) Karst. - Inocybe castanea Vel. - Inocybe cervicolor - Inocybe cicatricata Ell. & Everh. - Inocybe cimosus R. E. Fries in herb. - Inocybe cincinnata - Inocybe cinereo-flavida von Post in herb. - Inocybe cinereo-albida - Inocybe cinereus - Inocybe concinnula Favre - Inocybe confusa - Inocybe conocephalus von Post in herb. - Inocybe conus von Post in herb. - Inocybe cookei - Inocybe cortinatus von Post in herb. - Inocybe corydalina - Inocybe cristata in herb. - Inocybe curreyi (Berk.) Sacc. - Inocybe curvipes Karst. - Inocybe decipiens Bres. - Inocybe descissa - Inocybe destricta - Inocybe diabolica Vauras - Inocybe dulcamara - Inocybe echinocarpa Ell. & Ev. - Inocybe elatior von Post in herb. - Inocybe erinaceomorpha Stangl & Veselsky - Inocybe erubescens Blytt. - Inocybe eutheles (Bk. & Br.) Sacc. - Inocybe fallax Peck - Inocybe ferrugineus von Post in herb. - Inocybe fibrosa (Sow.) Gill. - Inocybe fimbriolatus von Post in herb. | - Inocybe flocculosa (Berk.) Sacc. - Inocybe fraudans (Britz.) Sacc. - Inocybe fulvo-isabella Romell in herb. - Inocybe fulvo-umbrina Bres. - Inocybe furfurea - Inocybe fuscidula Vel. - Inocybe fuscocinereus von Post in herb - Inocybe fuscopallida von Post in herb - Inocybe fuscorufescens von Post in herb - Inocybe fuscostriatus von Post in herb - Inocybe geophylla (Bull.:Fr) Kumm. - Inocybe glabrescens Vel. - Inocibe glabripes Ricken - Inocybe globigenus von Post in herb. - Inocybe godeyi Gill. - Inocybe grammata - Inocybe grata (Weinm.) Gill. - Inocybe griseolilacina Lange - Inocybe haemacta (Bk. & Cke.) Sacc. - Inocybe halophila Heim ss. Huijsman - Inocybe heimii - Inocybe hirtella Bres. - Inocybe hystrix (Fr.) Karst. - Inocybe incarnata Bres. - Inocybe infelix Peck - Inocybe jacobi - Inocybe jurana (Pat.) Sacc. - Inocybe lacera (Fr.) Kumm. - Inocybe langei Heim - Inocybe lanuginosa (Bull. : Fr.) Kumm. - Inocybe leiocephala Stuntz. - Inocybe leptocystis Atk. - Inocybe leptophylla - Inocybe leucoblema - Inocybe longicystis G.F. Atk. - Inocybe lucifuga - Inocybe lutescens Vel. - Inocybe luteus von Post in herb. - Inocybe maculata - Inocybe malenconii Heim. - Inocybe marginata Romell in herb. - Inocybe maritima (Fr. : Fr.) Heim - Inocybe melanopoda Stuntz - Inocybe melanopus Stuntz - Inocybe microspora J. Lange = glabripes - Inocybe mixtilis - Inocybe muricellata Bres. - Inocybe murino-lilacina Ellis & Everh. - Inocybe mutica (Fr.) Karst. - Inocybe napipes Lange - Inocybe nemoreus von Post in herb. - Inocybe nitens von Post in herb. - Inocybe nitidiuscula (Britz.) Sacc. - Inocybe oblectabilis (Britz.) Sacc. - Inocybe obscura (Pers.) Gill. - Inocybe obscurobadia (Favre) Grund & Stuntz - Inocybe obselata - Inocybe ochraceus von Post in herb. - Inocybe odorata Egeland in herb. - Inocybe olida - Inocybe oreina Favre - Inocybe pallipes von Post in herb. - Inocybe paludinella Peck - Inocybe palustrinus von Post in herb. | - Inocybe patouillardii, recentemente rinominato Inosperma erubescens - Inocybe pedemontana Alessio - Inocybe perbrevis (Weim.) Gill. - Inocybe perlata - Inocybe petaginosa (Fr.) Gill. - Inocybe phaeocephala - Inocybe phaeocomis (Pers.) Kuyp. - Inocybe phaeopus von Post in herb. - Inocybe phaeosticta - Inocybe plumosa - Inocybe pluteoides - Inocybe posterula (Britz.) Sacc. - Inocybe praetervisa - Inocybe protuberans von Post in herb. - Inocybe proximella Karst. - Inocybe pseudoasterospora - Inocybe pseudohiulca - Inocybe pusio - Inocybe putilla Bres. - Inocybe pyriodora - Inocybe regularis von Post in herb. - Inocybe repanda Fr. - Inocybe reticulata Coutinho - Inocybe rigidum von Post in herb. - Inocybe rimosa - Inocybe rivularis Jacobsson & Vauras - Inocybe rubrostriatus von Post in herb. - Inocybe rufoloides - Inocybe rufolutescens von Post in herb. - Inocybe salicis - Inocybe scabella - Inocybe scabra (O. F. M? Fr.) Sacc. - Inocybe scaura Romell in herb. - Inocybe scauratus von Post in herb. - Inocybe similis Bres. - Inocybe sindonia (Fr.) Karsten - Inocybe soluta Vel. - Inocybe sororia - Inocybe squamata Lange - Inocybe squamosa Bres. - Inocybe striata Bres. - Inocybe striatofibrosus von Post in herb. - Inocybe striolatus von Post in herb. - Inocybe suavis von Post in herb. - Inocybe subalbidodisca - Inocybe subcarpta - Inocybe subdecurrens Ellis & Everh. - Inocybe subexilis Peck. - Inocybe subfastigiatus von Post in herb. - Inocybe subochracea Peck - Inocybe superba Fr. in herb. - Inocybe terrifera - Inocybe tomentosa Ellis & Everh. - Inocybe tristis Hruby - Inocybe umbratica - Inocybe umbrina Bres. - Inocybe umbrinella Bres. - Inocybe umbrosus von Post in herb. - Inocybe vatricosa (Fr. : Fr.) Karst. - Inocybe vestitus von Post in herb. - Inocybe virgatula - Inocybe voglini Bres. - Inocybe vulpinella Bruylants - Inocybe xantha Romell in herb. - Inocybe xanthica von Post in herb. |

## Galleria d'immagini

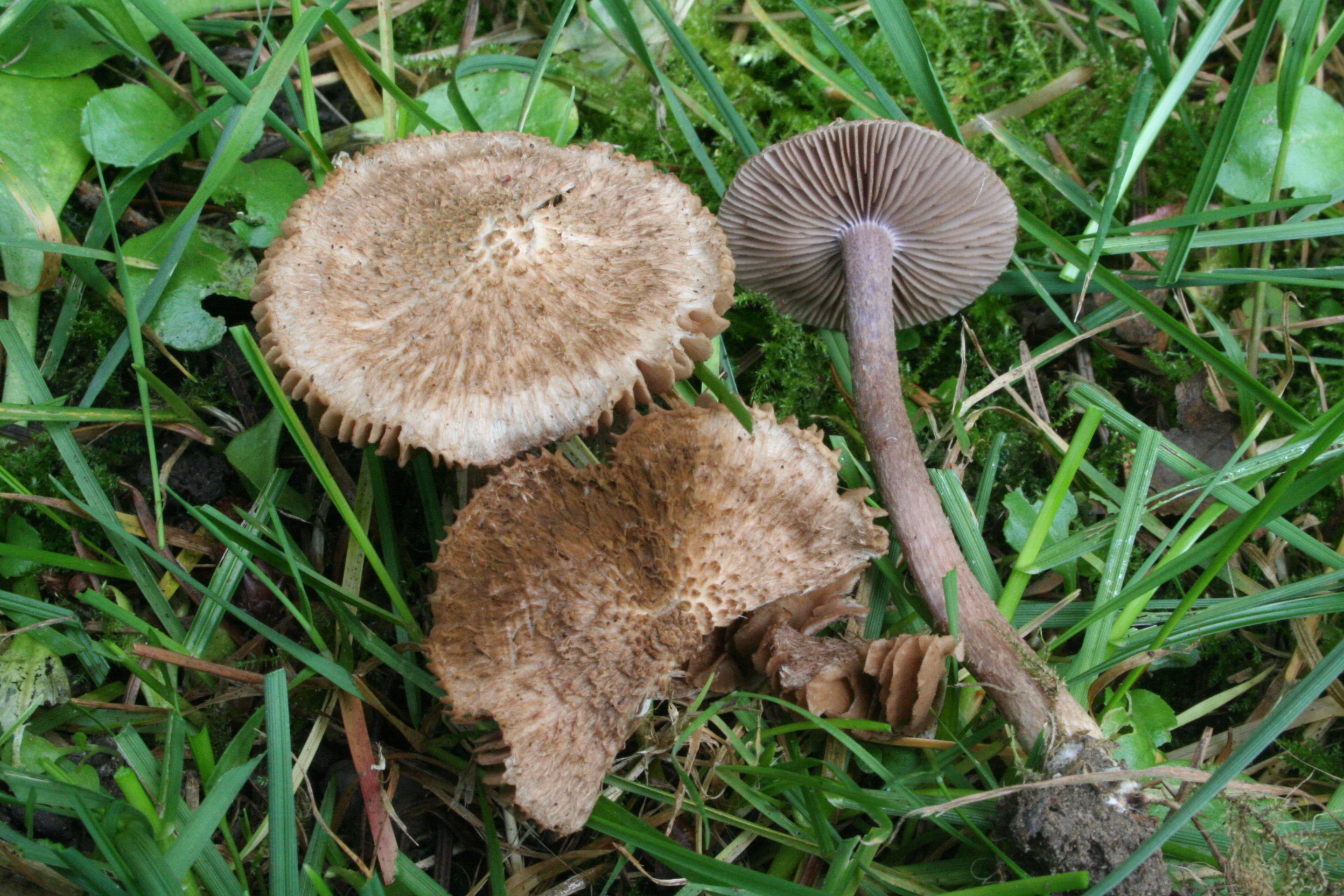
Inocybe obscura